# Fischmagazin
Fischmagazin ist eine deutschsprachige Fachzeitschrift für Fischwirtschaft, die seit 1980 monatlich erscheint und vom SN-Verlag in Hamburg herausgegeben wird.
Die Zeitschrift richtet sich an in der Fischerei tätige Produzenten, Händler, Gastronomen und weitere Zielgruppen. Beilagen zu den Themen Technik (Verarbeitung, Lagerung) und Teichwirtschaft & Aquakultur sind jeweils sechsmal jährlich enthalten, außerdem erscheinen jährlich:
- Sonderheft Fisch-Etikettierungsgesetz
- Sonderheft Fisch-Adressbuch
- Sonderheft Seafood-Star
- Beilage Jahreskalender mit wichtigen Terminen der Branche

Einmal jährlich veranstaltet die Redaktion den Fischwirtschafts-Gipfel in Hamburg.